# メイドインジャパン (テレビドラマ)
『メイドインジャパン』は、NHK総合「土曜ドラマスペシャル」枠で放送されたテレビドラマ。2013年1月26日から毎週土曜日21:00 - 22:13（JST）に放送。主演は唐沢寿明。
1953年2月1日にNHKがテレビの本放送を開始してから60年の節目を迎えたことを記念し「テレビ60周年記念ドラマ」として制作された。
キャッチコピーは「生み出すために、生きてきた。」。

## 登場人物
矢作篤志 - 唐沢寿明
48歳。大手家電メーカー・タクミ電機の再建戦略室長。
タクミ電機の営業畑を歩み営業部長まで務め、一時は大きな成果を上げたものの、その後の営業不振により部長を退任。そして譲原会長から無人倉庫に呼び出され、タクミ電機があと3カ月で倒産しかねない危機にあるとの実態を告げられ、同時に会長直下の極秘組織である再建戦略室の長に任命される。矢作は一旦拒否するも、過去の経営危機の際に会長へ上申した経緯を踏まえて余人をもって代えがたい旨を告げられ、命を引き受ける。秘密裏に集められた癖のある再建戦略室メンバー達とともに倒産回避に腐心し様々な再建策を模索するが、強引な性格もあり殆どのメンバーを失いかける。タクミ電機の盟友だった迫田とは昔は家族ぐるみの付き合いであったが、経営危機の際にリチウムイオン電池などの不採算部門を廃止するよう譲原会長に上申し、それを機に迫田がリストラ対象となったため職場へ猛抗議に乗りこまれ、取っ組み合いに至った経験がある。再建戦略室長就任以降、タクミ倒産危機のスクープ記事を狙う根来に付きまとわれ、娘にも接近される。家庭生活はかねてより不和で、妻とは離婚の話し合いを続けてきた。
迫田貴弘 - 高橋克実
48歳。かつての矢作の同僚。中国電機メーカー・ライシェの技術部門トップ。
8年前の経営危機で矢作が譲原会長へ上申したことがきっかけで、赤字のリチウムイオン電池部門開発責任者としてリストラされる。その後、中国メーカーに請われ一家を引き連れ上海に移るが、会社には自身の完璧主義が歓迎されずに半年で辞める。その際、起業間も無いライシェの趙社長に声を掛けられ入社。日本語を話すことを辞めるなど、日本を捨てる覚悟でライシェの仕事に身を投じ、トップメーカーに押し上げた。製造現場でも、工員たちから大きな信頼を受けている。しかし、タクミ電機時代のリチウムイオン電池に関する知的財産を不正に利用しているのではないかとタクミ電機側から指摘され、また趙社長とは製品品質に関して意見が対立し始める。
柿沼雄二 - 吉岡秀隆
40歳。タクミ電機財務課長。再建戦略室メンバー。
生命保険会社出身で、タクミ電機には中途入社。倒産した会社に所属した経験から、タクミ電機も会社更生法による債務整理及び経営陣を含めたリストラを行うべきと主張し、矢作と対立し人事部に辞表を提出。その後、桂一郎社長に呼ばれた際も、会社更生法の適用が必要だと上申する。
西山慶吾 - 國村隼
53歳。タクミ電機技師長。メイン工場の工場長で、再建戦略室メンバー。
メンバーには黙って自腹で中国に渡り、迫田を説得しようと試みる。
小畑かなえ - マイコ
31歳。タクミ電機法務部主任。弁護士資格を持つ再建戦略室メンバー。
五十嵐泰 - 斎藤歩
45歳。タクミ電機経営企画室所属。海外提携などに精通する再建戦略室メンバー。
工藤文也 - 中村靖日
38歳。タクミ電機秘書室係長。再建戦略室メンバーとして社長の動向を調査。
宇崎英作 - 平田満
58歳。タクミ電機総務部部長付。リストラを指揮した経験を持つ人事畑の再建戦略室メンバー。
二度とリストラはやりたくないと思い続けたが、矢作の情熱にほだされ新たな人員削減計画を立案する。
矢作美保子 - 大塚寧々
45歳。矢作の妻。料理教室講師。
かねてより夫・篤志との関係は冷え込んでおり、離婚の話し合いをしている。
矢作真紀 - 刈谷友衣子
18歳。矢作の娘。高校三年生。
大学受験を控えているが、社会人と付き合うようになり母を心配させる。しかしその社会人とは、タクミ電機の倒産危機スクープ記事を狙う根来であった。
柿沼博美 - 酒井美紀
34歳。柿沼の妻。
心臓に持病を持つ。妊娠8ヶ月。
西山美雪 - キムラ緑子
50歳。西山の妻。看護師。
根来翔一 - 金井勇太
25歳。東亜新聞経済部記者。
タクミ電機倒産の危機をいち早く察知し、矢作や矢作の娘に接近した後、スクープ記事をものにする。実は子供の頃に矢作家とは家族ぐるみの付き合いをしていたが、父である迫田がリストラに遭った後、母・妹とともに一家で上海に渡っていた。中国生活が始まると母は中国の生活に馴染めず心を病んでしまい、半年後に母が運転する自動車が橋から転落。母は妹とともに死亡したが、中国当局は事故死として処理。リストラを機に一家が崩壊の憂き目に遭ったため、タクミ電機、特に矢作篤志には怨恨を抱く。
島田光彦 - 木下ほうか
東亜新聞経済部デスク。根来からタクミ電機の経営危機に関する記事掲載を懇願されたものの、記事の裏付け不足を指摘。その後、承諾して記事は掲載された。
趙際宇 - 焦俊翔
中国の新興電機メーカ・ライシェの社長。起業直後に迫田を誘った後、中国トップクラスの企業に成長させる。当初はタクミ電機がヤマト自動車にリチウムイオン電池を供給する予定であったが、低価格を武器にヤマトとの契約締結に成功。矢作らが社長室に来た際、リチウムイオン電池の知的財産不正利用を訴え応分の費用を支払うよう迫ったが、これを一蹴。迫田にも不正が無いことを確認するが、後にライシェはタクミ電機から提訴される。迫田とは、製品品質に関して意見が徐々に対立し始める。
玲玲 - 呉映
ライシェの社長秘書。タクミ電機側との交渉では通訳を務めるとともに、迫田に会いたいという矢作の強い依頼を受け引き合わせる。趙社長が迫田に玲玲との結婚を勧めるも、迫田に辞退される。
高村社長 - 藤田宗久
ヤマト自動車社長。ライシェからリチウムイオン電池供給を受け、中国での契約記念パーティーに参加。
亀山 ‐ 高田聖子
迫田側の弁護士。
安藤正敏 - 真実一路

ニュース番組解説者 - 森永卓郎
タクミ電機のライシェ提訴に伴い、ヤマト自動車とライシェの契約が白紙撤回になるのではないかと、ニュース番組内で解説。
譲原桂一郎 - 及川光博
42歳。タクミ電機2代目社長。
タクミ電機の倒産危機については大手コンサル会社にリストラ計画を立案させるが、会長から再建戦略室や矢作の活動を知らされ憮然とする。
譲原三郎 - 岸部一徳
72歳。タクミ電機会長。創業者で、日本製造業のゴッドファーザー。
矢作を倉庫に呼び出し、タクミ電機の資金繰りが厳しく倒産の危機にあることを告げると同時に、秘密裏に立ち上げる再建戦略室の長に矢作を命じた。が、後に再建戦略室が探し当てた海外提携先候補・ドイツ企業マンハイムの提示条件に会長及び社長の退任が含まれていたため、矢作から辞任を迫られ一旦は承諾。しかし、すぐに開催した臨時取締役会では逆に矢作を策略にはめ、実質的に退任を拒否する。菊栽培の愛好家で、自らの豪邸で数多くの菊を育てる。

## スタッフ
- 脚本 - 井上由美子
- 演出 - 黒崎博
- 制作統括 - 高橋練
- 音楽 - 蓜島邦明
- 演奏 - シャングリラ
- エンディングテーマ（タクミ電機社歌「希望」） 歌 - 太田裕美
- 美術 - 深尾高行
- 技術 - 大塚豊
- 音響効果 - 島津楽貴（第1話）、木村光宏（第2話）
- 撮影 - 佐々木達之介（第1話）、畑村季里（第2話）
- 照明 - 佐野清隆
- 音声 - 高橋英明（第1話）、高山幹久（第2話）
- 映像技術 - 木川豊（第1話）、佐藤渉（第2話）
- VFX - 長谷川靖
- 美術進行 - 西本幸司
- 編集 - 望月博文
- 記録 - 津崎昭子
- 衣装コーディネート - 宮本茉莉
- 法律監修 - 神田安積、上野保
- 取材協力 - 杉野泰治、井上久男、松崎順一
- リサーチャー - 植松知子
- 中国語指導 - 張春祥
- 医事指導 - 松倉聡、中澤暁雄
- 菊栽培指導 - 岡ノ谷幹雄
- 料理指導 - 久保美穂子
- 擬闘 - 諸鍛冶祐太
- 撮影協力 - 芝山町フィルムコミッション、武蔵野市フィルムコミッション、流山市

## 放送日程
| 各話  | 放送日  | サブタイトル                                                                                    |
| ----- | ------- | ----------------------------------------------------------------------------------------------- |
| 第1話 | 1月26日 | 余命3か月の会社を救うため集まった7人の会社員の物語!                                             |
| 第2話 | 2月02日 | 倒産の回避に立ち上がれ! 七人の侍と家族がものづくり日本の誇りをかけて闘う! 日本の危機に迫る第2夜 |
| 第3話 | 2月09日 | かつての友は敵に男達の誇りをかけて運命の最終回〜倒産の危機は? 訴訟の行方は?日本の未来に希望は   |

## 評価
- 平成25年度（第68回）文化庁芸術祭 テレビ・ドラマ部門の優秀賞を受賞。
- 第39回放送文化基金賞 テレビドラマ番組部門優秀賞を受賞。